# بوخباخ
بوخباخ (به آلمانی: Buchbach) یک شهر در آلمان است که در بایرن واقع شده‌است.

## خصوصیات
بوخباخ ۲۸٫۸۵ کیلومترمربع مساحت دارد ۴۴۹ متر بالاتر از سطح دریا واقع شده‌است.